# Històries socials
Les històries socials es van concebre com una eina per ajudar a les persones amb trastorn de l'espectre autista (TEA) a comprendre millor els matisos de la comunicació interpersonal per tal que poguessin interactuar de manera efectiva i adequada. Tot i que el format prescrit va ser destinat a persones amb un nivell d'alt funcionament amb habilitats de comunicació bàsiques, el format es va adaptar substancialment per a persones amb baixos coneixements de comunicació i un nivell de baix funcionament. L'evidència demostra que hi ha hagut una millora mínima en les habilitats d'interacció social. Tanmateix, és difícil avaluar si el concepte hauria tingut èxit si s'hagués dut a terme tal com es va dissenyar originalment.
Les històries socials s'estan utilitzant en formes específiques per a preparar individus per a la interacció social i per preparar individus amb autisme per a esdeveniments públics.

## Visió general
Les històries socials són un concepte ideat per Carol Gray el 1991 per millorar les habilitats socials de les persones amb trastorns de l'espectre autista (TEA). Les històries socials s'utilitzen per educar i com a elogis. Les històries socials modelen la interacció social adequada mitjançant la descripció d'una situació amb aspectes socials rellevants, les perspectives d'altres i una resposta adequada suggerida.
Al voltant de la meitat del temps, les històries s'utilitzen per reconèixer i elogiar la realització d'una realització amb èxit.

## Detalls
Les persones amb TEA tenen un deteriorament significatiu en el domini social tal com es defineix per la naturalesa del diagnòstic citat al DSM-IV. La discapacitat social pot incloure, però no es limita a, l'ús del llenguatge corporal, les habilitats de joc, la comprensió de les emocions i la capacitat de comunicació social. Es fa èmfasi en la importància d'ensenyar habilitats socials a les persones amb TEA, ja que s'ha identificat com un dels millors indicadors de resultats positius a llarg termini.
Una història social és una història individualitzada que descriu aspectes socials rellevants en qualsevol situació determinada. S'inicia amb una situació social explicada en parts comprensibles, ometent informació irrellevant i altament descriptiva per ajudar a una persona amb TEA a comprendre la totalitat d'una situació. Inclou respostes a preguntes com qui?, què?, quan?, on? i per què? en situacions socials a través de l'ús d'imatges i text escrit. Les històries socials s'utilitzen per ensenyar habilitats socials particulars, com ara identificar significats importants en una situació determinada; prendre un altre punt de vista; comprendre regles, rutines, situacions, esdeveniments pròxims o conceptes abstractes; i entendre les expectatives.
L'objectiu d'una història social és revelar informació social precisa d'una manera clara i tranquil·litzadora que es pugui entendre fàcilment per part de l'individu amb TEA. La millor comprensió dels esdeveniments i les expectatives pot conduir a un canvi de comportament, tot i que es suggereix que l'objectiu d'una història social no és canviar el comportament individual.
Les històries socials utilitzen un estil i format específicament definits. A la versió inicial, es van utilitzar quatre tipus de frases (descriptives, de perspectiva, directives, afirmatives), juntament amb una relació de tipus de frases bàsiques. Posteriorment es van afegir al model tipus de frases de control, cooperatives i parcials.
Tot i que la forma principal de presentació de les històries socials continua sent escrita, s'han triat altres formats per a nens més petits i amb discapacitats intel·lectuals. Aquests formats han inclòs presentacions basades en el cant, narració de contes, i les presentacions amb ordinadors.

## Tipus de frases
Hi ha set tipus de frases que es poden utilitzar en una història social.
- Frases descriptives: són frases veritables i observables (opinions i suposicions lliures) que identifiquen els factors més rellevants en una situació social. Sovint responen a per què?.
- Frases de perspectiva: es refereixen o es descriuen l'estat intern d'altres persones (els seus coneixements, pensaments, sentiments, creences, opinions, motivacions o condició física) perquè l'individu pugui aprendre com els altres perceben esdeveniments diversos.
- Frases directives: presenten o suggereixen, en termes positius, una resposta o elecció de respostes a una situació o concepte.
- Frases afirmatives: milloren el significat de les declaracions i poden expressar un valor o una opinió comú. També poden ressaltar els punts importants, referir-se a una llei o regla per a tranquil·litzar a l'estudiant
- Frases de control: identifica les estratègies personals que l'individu utilitzarà per recuperar i aplicar la informació. Estan escrites per l'individu després de revisar la història social.
- Frases cooperatives: descriu el que altres faran per ajudar a l'individu. Això ajuda a garantir respostes coherents per part de diverses persones.
- Frases parcials: anima a l'individu a fer conjectures sobre el següent pas en una situació, la resposta d'un altre individu o la seva pròpia resposta. Qualsevol de les frases anteriors es pot escriure en forma d'oració parcial amb una part de la frase amb un espai en blanc per completar.[8]

Relació de la història social: de dues a cinc frases cooperatives, descriptives, de perspectiva i / o afirmatives per a cada frase directiva o de control.

## Estudis

### Població
Originalment es va suggerir que aquest mètode s'hauria d'utilitzar només amb individus d'alt funcionament que tinguessin una habilitat bàsica del llenguatge; però, aquestes directrius es van ampliar per incloure a nens amb discapacitats d'aprenentatge més greus. Per donar cabuda a les diferències en l'habilitat, una frase per pàgina aparellada amb imatges pot ajudar a les persones a concentrar-se en un concepte, alhora que les imatges milloren el significat del text. L'addició de la representació pictòrica o visual és compatible amb les afirmacions que moltes persones amb TEA aprenen visualment. Encara no s'ha estudiat prou l'eficàcia d'utilitzar històries socials amb altres poblacions d'individus que no presenten TEA.

### Avaluació dels estudis
Malgrat que les històries socials han sigut recomanades com una intervenció efectiva per a nens amb TEA des de principis de la dècada del 1990, la investigació sobre la seva eficàcia encara està limitada.
L'Associació Americana de Psicologia ha identificat dos nivells de criteris que s'utilitzen per considerar una intervenció «empíricament recolzada». Una intervenció es considera ben establerta si compleix els criteris següents: 
- que hagin més de nou estudis de casos individuals ben supervisats que comparin la intervenció amb un altre tractament
- que els estudis tinguin manuals de tractament
- que els estudis descriguin clarament les característiques de les mostres del client

Una intervenció es considera probablement eficaç si compleix els criteris anteriors per a més de tres estudis de casos individuals.
Les històries socials no es consideren ben establertes, ni es consideren probablement eficaces, a causa de les limitacions del actual de recerca.

### Eficàcia
Les revisions sobre l'ús de les històries socials han trobat que els efectes notificats eren molt inconsistents, que permeten transferir el control d'estímul dels professors i companys directament a l'estudiant amb un TEA, i que havia una variació substancial en el lliurament de la intervenció. Els canvis en el comportament objectiu eren generalment modestos. Una revisió de 2006 va trobar que les històries socials es trobaven en un interval no efectiu d'intervenció o, en el millor dels casos, en un baix rang lleugerament efectiu. Sovint era difícil atribuir l'èxit a la tècnica de la història social, ja que es van utilitzar múltiples intervencions simultàniament.
Concretament, molts dels estudis utilitzaven mètodes de provocació com ara indicacions verbals, visuals o físiques i / o reforçament positiu. Dues revisions suggereixen que pot ser necessària la implementació contínua; els nens han de tornar a llegir les seves històries socials amb certa freqüència per seguir beneficiant-se dels seus efectes desitjats.

## Ús objectiu de les històries socials

### Preparació per a la interacció social
Les històries socials es poden utilitzar per comunicar formes en què una persona autista pot preparar-se per a la interacció social. Els còmics amb converses, una tècnica complementària desenvolupada per Carol Gray, són «representacions visuals» de converses i interaccions socials que tenen com a objectiu ajudar a un individu a comprendre els processos socials i a augmentar la seva comprensió dels pensaments i accions d'altres persones.

### Teatre
Les històries socials s'utilitzen com a part de la Iniciativa del Teatre Autista del Fons de Desenvolupament del Teatre (Theatre Development Fund, TDF) per «fer accessible el teatre a nens i adults amb TEA». Les històries socials que expliquen els sorolls forts, necessiten una pausa i moure's a través d'una multitud, estan disponibles abans de l'actuació.